# Луанн Спейдя
Луанн Спейдя (англ. Luanne Spadea; нар. 28 грудня 1972) — колишня американська тенісистка.
Найвищу одиночну позицію світового рейтингу — 171 місце досягла 6 серпня, 1990, парну — 98 місце — 9 квітня, 1990 року.
Найвищим досягненням на турнірах Великого шолома було 2 коло в парному розряді.

## Фінали Туру WTA

### Парний розряд (0–1)
| Результат | Дата          | Турнір              | Рівень | Покриття | Партнерка  | Суперниці                     | Рахунок  |
| --------- | ------------- | ------------------- | ------ | -------- | ---------- | ----------------------------- | -------- |
| Поразка   | Листопад 1990 | Сан-Паулу, Бразилія | Tier V | Ґрунт    | Марі П'єрс | Беттіна Фулько Ева Швіглерова | 5–7, 4–6 |